# Gurgesiella dorsalifera
Gurgesiella dorsalifera är en rockeart som beskrevs av McEachran och Compagno 1980. Gurgesiella dorsalifera ingår i släktet Gurgesiella och familjen egentliga rockor. IUCN kategoriserar arten globalt som sårbar. Inga underarter finns listade i Catalogue of Life.